# كودي هوكينز
كودي هوكينز (بالإنجليزية: Cody Hawkins)‏ هو لاعب كرة قدم أمريكية أمريكي، ولد في 24 مارس 1988 في ووودلاند في الولايات المتحدة.